# Gorlice (gromada)
Gorlice – dawna gromada, czyli najmniejsza jednostka podziału terytorialnego Polskiej Rzeczypospolitej Ludowej w latach 1954–1972.
Gromady, z gromadzkimi radami narodowymi (GRN) jako organami władzy najniższego stopnia na wsi, funkcjonowały od reformy reorganizującej administrację wiejską przeprowadzonej jesienią 1954 do momentu ich zniesienia z dniem 1 stycznia 1973, tym samym wypierając organizację gminną w latach 1954–1972.
Gromadę Gorlice z siedzibą GRN w Gorlicach (nie wchodzących w jej skład) utworzono – jako jedną z 8759 gromad na obszarze Polski – w powiecie gorlickim w woj. rzeszowskim na mocy uchwały nr 20/54 WRN w Rzeszowie z dnia 5 października 1954. W skład jednostki weszły obszary dotychczasowych gromad Ropica Dolna, Sokół i Stróżówka ze zniesionej gminy Glinik Mariampolski w tymże powiecie. Dla gromady ustalono 27 członków gromadzkiej rady narodowej.
31 grudnia 1961 z gromady Gorlice wyłączono część wsi Ropica Dolna o pow. ok. 171 ha oraz część wsi Stróżówka o pow. ok. 51 ha, włączając je do miasta  Gorlice w tymże powiecie.
Gromada przetrwała do końca 1972 roku, czyli do kolejnej reformy gminnej. 1 stycznia 1973 w powiecie gorlickim utworzono gminę Gorlice (od 1999 gmina należy nadal do powiatu gorlickiego, lecz w woj. małopolskim).